# Rogašovci
Rogašovci so naselje v občini Rogašovci.

## Prireditve
V letih 1941 in 1954 je v vasi potekalo Borovo gostüvanje.